# Pasquale Stafano
Pasquale Stafano (Stornarella, 2 december 1972) is een Italiaanse jazz-pianist, componist en arrangeur.

## Biografie
Stafano studeerde jazz en klassieke piano aan het conservatorium in Foggia, hij studeerde er in 200 af. Tevens heeft hij een graad in de economie.
Stafano koestert een grote liefde voor de tango en andere Zuid-Amerikaanse muziek. In 1999 richtte hij dan ook met anderen het trio Nuevo Tango Ensamble op, waarmee hij nog steeds actief is. Stafano heeft inmiddels vijf albums uitgebracht, waaronder een plaat (Nocturno, 2016) voor Enja Records. Zijn compositie 'Milonguita' werd opgenomen door The 12 Cellists of the Berlin Philharmonic op hun album Hora Cero (Sony Classical, 2016). Met Nuevo Tango Ensamble heeft hij twee van zijn composities (geschreven met Jungbum Kim) opgenomen voor de soundtrack van de Koreaanse film Chronicle of a blood merchant (van Ha Jung-woo).
Stafano heeft samengewerkt met o.a. Gabriele Mirabassi, Daniel Humair en Roberto Ottaviano.
Stafano onderwijst piano en jazz en heeft in Italië maar ook daarbuiten workshops en masterclasses gegeven.

## Discografie
- Astor's Mood (Realsound 2002)
- A night in Vienna for Astor Piazzolla "Live Album" (Philology 2005)
- Tango Mediterraneo (Jazzhaus Records 2008)
- D'impulso (Jazzhaus Records 2011)
- Nocturno (Enja Records 2016)